# Филип дьо Плеси
Филип дьо Плеси (на френски: Philippe du Plaissis) e Велик магистър на Ордена на тамплиерите до 1209.
Роден и израснал в Анжу, Франция. Като дете е възпитан в строго християнско семейство, което е важен фактор за постъпването му в Ордена. Участва в Третия кръстоносен поход и след пристигането си в Светите земи е приобщен към рицарството на тамплиерския орден. След избора на Филип за велик магистър той продължава политиката на Великия магистър Орал за укрепване на позициите в Европа, което е и основна цел на почти всички следващи Велики магистри.